# Johann Nepomuk David
Johann Nepomuk David (Elferding, Àustria 30 de novembre de 1895 - Stuttgart 22 de desembre del 1977) fou un compositor i organista austríac.
Fou nen de cor a Ansfelden i després estudià en l'Acadèmia de Música de Viena. Fou successivament, organista i director coral a Wels (Alta Àustria), des del 1925, professor en el conservatori de Leipzig des del 1934, on també en fou director el 1942, professor del Mozarteum de Salzburg des del 1945 i professor del conservatori de Stuttgart des del 1948, o a més dirigí el Cor Bruckner i, on entre els seus alumnes tingué a Gerhard Wimberger i Hans Stadlmair.
La seva evolució estilística passà per estadis diversos: en un principi seguia les petjades d'en Bruckner, per practicar poc tems més tard un modernisme moderat i, finalment –com altres compositors- unir elements preclàssics a formes estilístiques del seu temps. Al llarg de la seva producció feu servir interessants varietats rítmiques, algunes d'una certa complexitat. A més, la seva música es caracteritza per llur tècnica polifònica de gran amplitud de línies, a la vegada que pel seu caràcter apassionat.
Té una producció molt abundant: 5 Simfonies; Simfonia Concertant per a quintet de vent i orquestra de corda; Concert per a flauta i orquestra; diverses Partites per a orquestra; 4 Quartets de corda; un Trio de corda; un Duo per a violí i violoncel; 5 Sonates per a violí, viola, violoncel i flauta, amb piano i per llaüt; una col·lecció de Preludis, Tocates, Fantasies, etc., per a orgue, i pel mateix instrument, Chacona, Ricercare, Toccata, Preludis i Fuges; diversos Motets a quatre i sis veus; diversos Lieder; una gran col·lecció de 10 volums de peces corals; l'oratori Das Exxolied, etc.,.
El 1944, a la fi de la Segona Guerra Mundial va ser llistat a la Gottbegnadeten-Liste, una llista d'un miler d'artistes considerats com a irremplaçables que eren exempts de serveis al front per a protegir l'heritatge cultural alemany. Assolí els premis Liszt, de Weimar (1949), el de Música de Viena (1951), el Buxtehude, de Lübek i el Nacional de Música d'Àustria el 1953. Era soci honorari de la Societat de Concerts de Viena des del 1953, del Mozarteum de Salzburg des del 1960, membre de l'Acadèmia d'Art de Berlín i de la de Baviera des del 1955 i de l'Acadèmia de Belles Arts des del 1961. El 1955 li fou concedida la Creu Federal del Mèrit.